# Die Herzogin von Langeais (Balzac)
Die Herzogin von Langeais (Originaltitel: La duchesse de Langeais, deutsch auch Die Duchesse de Langeais) ist die zweite Erzählung aus der Trilogie Die Geschichte der Dreizehn innerhalb der Menschlichen Komödie von Honoré de Balzac. Das erste Kapitel und der Beginn des zweiten Kapitels wurden im April und Mai 1833 erstmals in der neugegründeten ultraroyalistischen Zeitschrift L’Echo de la jeune France veröffentlicht, der Balzac dann jedoch wegen verlagsseitiger Eigenmächtigkeiten den weiteren Abdruck verweigerte.

## Kurzbeschreibung
Eine junge, verheiratete Herzogin kokettiert mit einem ledigen, in Liebesdingen unerfahrenen Offizier, der durch seine Vergangenheit als Sklave in Afrika exotisch wirkt. Monatelang führt die Herzogin diesen bärbeißigen Offizier an der Nase herum, lehnt seine sexuellen Avancen jedoch letztlich ab, so dass er sie entführt und als Geisel nimmt, sie aber nach einem Zwiegespräch unbehelligt wieder frei lässt. Die Herzogin begreift, dass sie den Offizier liebt, der nun aber seinerseits jeglichen persönlichen Kontakt zu der Herzogin abbricht, so dass die vom Liebeskummer vergrämte Herzogin sich unter falschem Namen in einem spanischen Kloster niederlässt. Unterstützt vom Geheimbund der Dreizehn entführt der Offizier zumindest noch den Leichnam der Herzogin aus dem Kloster.

## Inhalt
Der Marquis Armand de Montriveau, ein zeitweise in Afrika versklavter Offizier, wird im Jahre 1818 im Faubourg Saint-Germain Mittelpunkt der vornehmen aristokratischen Gesellschaft, weil er als exotischer Gast aus seinem Leben und von seinen Taten berichtet. Bei einem dieser gesellschaftlichen Anlässe trifft Montriveau auf die attraktive Herzogin Antoinette de Langeais, die getrennt von ihrem Gatten lebt und von einer Bekannten erfährt, Montriveau sei „Mode.“ Antoinette versteht es sich zu vergnügen, ohne jedoch ihren Ruf als ehrbare Ehefrau zu zerstören, „wußte, welchen flüchtigen Wert die Eroberung dieses Mannes barg, beschloß […], Montriveau zu einem ihrer Liebhaber zu machen“ und so ihren Ruf als unwiderstehliche Verführerin zu unterstreichen. Schon nach kurzer Unterhaltung erlaubt Antoinette sich, Montriveau „zu einem Besuch bei mir einzuladen“. Montriveau, „ein Mann jungfräulichen Herzens“, weiß „von der Liebe nichts“ und reagiert übertrieben: Er „floh schleunig aus dem Salon und eilte unter den ersten Anstürmen seines ersten Liebesfiebers nach Hause.“ Bei Montriveaus Besuch schützt Antoinette eine Migräne vor, empfängt ihn aber dennoch „schmachtend auf den Diwan eines dunklen Boudoirs hingegossen“, was Montriveaus unerfüllte Begierde noch steigert. Antoinette „sah in der Leidenschaft dieses wahrhaft großen Mannes eine vergnügliche Unterhaltung, einen Belang in ihrem belanglosen Leben.“ Bei einem der Folgebesuche nimmt Antoinette ihren neuen Verehrer mit auf einen Ball, obwohl er dazu unpassend gekleidet ist; die Bereitschaft, das daraus unweigerlich folgende Getuschel hinzunehmen, interpretiert Montriveau nicht als den Willen, Aufmerksamkeit zu erregen, sondern wie folgt: „Sie liebt mich zweifellos, und gewiß verachtet sie die Welt nicht minder als ich“, eine Fehlinterpretation, die Antoinette de Langeais mit ihren Worten unterstützt: „Sie lehren mich, die Welt und den Ball zu hassen.“ Montriveau verfällt der Herzogin immer mehr: „Überall, wo Frau von Langeais hinging, sah man unvermeidlich Herrn von Montriveau, den manche witzelnd die Ordonnanz der Herzogin nannten.“ Der Genuss, den die Herzogin dabei empfindet, dass Montriveau von ihr ermutigt ihr unablässig den Hof macht, wird „nach zwei Monaten emsiger Belagerung“ zu „eine[r] unbestimmte[n] Angst, als sie sah, daß Herr von Montriveau […] den Pariser Schmus ernst nahm“ und ihr Großonkel, der Vitzdom von Pamiers, sie warnt, vor Armand de Montriveau auf der Hut zu sein. „Am Abend nach diesem […] Wort des klugen alten Herrn war sie schroff, ungerecht, nervös, einfach abscheulich gegen Armand, der sie mit engelhafter Sanftmut entwaffnete. […] Sie suchte Streit und fand Beweise der Zuneigung.“ Sie mahnt Montriveau zur Vorsicht, macht klar, dass sie die Beziehung als eine nur freundschaftliche ansieht, doch er wirft ihr vor, „grundlos und mutwillig die stillen Hoffnungen zu zerstören, die mein Leben sind.“ Antoinette weist darauf hin, dass sie eine verheiratete Frau sei, Montriveau deutet an, dass er einer Gruppe angehöre, die solche Hindernisse leichterhand aus dem Weg schaffen kann: „ich verfüge über eine unbedingtere Macht als der Zar aller Reußen. Ich kann dem Verhängnis befehlen“, womit Montriveau auf seine Verbindungen zum Geheimbund der Dreizehn hindeutet. Antoinette jedoch schließt eine Beseitigung ihres Gatten aus, gibt Montriveau aber vage Hoffnungen. „Kindlicher nun, als er es je gewesen, ließ er sich zu allen Kindereien hinreißen, die die erste Liebe zur Blüte des Lebens machen.“ Die launische Antoinette ändert daraufhin ihr Verhalten: „Jeden Sonntag hörte sie die Messe, fehlte bei keiner Andacht; abends dann tauchte sie ein in die berauschende Wollust, die fortwährend unterdrückte Begierden ihr verursachten. Armand und Frau von Langeais glichen indischen Fakiren, die für ihre Keuschheit durch die Versuchungen belohnt werden, die diese in ihnen weckt“, kultivieren den Genuss, der darin liegt, Genuss zu verzögern und zu beherrschen. „Gegenüber einem Manne, dessen glühende Leidenschaft ungewohnte Empfindungen in ihr wachrief“, beschwört Antoinette dann christlich-moralische Gründe und „die Schrecken der Religion“ herauf: „Kein noch so beredsamer Kirchenvater vertrat die Sache Gottes jemals besser; nie wurden die Strafen des Allerhöchsten trefflicher gerechtfertigt als von der Stimme der Herzogin.“ Die „religiöse Epoche“ des Widerstands Antoinettes gegen Montriveaus Avancen endet nach drei Monaten, einige Zeit, nachdem Montriveau Antoinette im Beisein ihres Beichtvaters antrifft und Antoinette Montriveau anschließend gesteht, dass der Beichtvater amtsgemäß alles von ihnen wisse, und nicht nur der Beichtvater, sondern auch Gott, woraufhin Montriveau ausruft: „Gott! Gott! ich will allein sein in Ihrem Herzen. Lassen Sie Gott doch nur, wo er ist“.
Obwohl Antoinette weiterhin nur mit ihm spielt, bleibt Montriveau geduldig und hartnäckig. „Er hatte die Skrupel der verheirateten Frau und die religiösen Skrupel vollkommen begriffen“ und liebt es, „wenn sie Hindernisse erfand; würde er diese nicht schrittweise beseitigen?“ Antoinette ihrerseits verspürt immer wieder ein Gefühl, das in ihren Augen „erregend genug war, sie zu verderben“, sublimiert dieses Gefühl dadurch, dass sie sich allein oder in Montriveaus Beisein ans Piano setzt: Sie „sang die köstlichsten Weisen der modernen Musik“, beispielsweise Fleuve du Tage, „und täuschte so die Sinnenliebe“. Das mindestens siebenmonatige Liebes-Geplänkel endet an einem „köstlichen Abend, dem süßesten Vorspiel, das eine Pariserin je für das, was die Welt einen Fehltritt nennt, betrieb […]; er ging, überglücklich, sie endlich dahin gebracht zu haben, ihm so viele Liebespfänder zu geben, daß es ihm unmöglich schien, hinfort nicht ihr heimlicher Gatte zu werden“. Bevor es jedoch zu solch einem potenziell glücklichen Ende kommt, stößt Montriveau auf den Marquis de Ronquerolles, einen Bekannten, „für den er, traf er ihn in den Salons, eine Art Abneigung zu hegen schien“. Ronquerolles verlacht Montriveau wegen dessen Gefühlsduselei für „diese hochadelige Kurtisane“, deren Hinhaltetaktik ein Beweis dafür sei, „daß die Frauen unseres Faubourg sich nur zu gern in Liebe baden wie alle anderen; nur wollen sie besitzen, ohne Besitz zu werden“, was Montriveau dann feststellen würde, wenn er von Antoinette sexuelle Hingabe einfordere. Während das anderen Paaren vielleicht gelänge, würden Antoinette und Montriveau nach Ronquerolles‘ Einschätzung „beim Abc der Liebe steckenbleiben.“ Aufgrund von Ronquerolles‘ sowohl für ihn als auch für Antoinette ehrabschneidenden Behauptungen stürmt Montriveau zu Antoinette und fragt sie, was geschähe, wenn er die Verheißungen der vergangenen Nacht nun einfordere. Antoinette erwidert: „Sie würden mir beweisen, daß ich größtes Unrecht hatte, Ihnen das mindeste zu versprechen, ich wäre nicht so dumm, es einzuhalten, und ich würde sie bitten, mich in Frieden zu lassen,“ woraufhin die Verliebten miteinander brechen und Montriveau droht: „Wenn ich ernsthaft will, wovon wir eben sprachen, werde ich es erhalten.“ Montriveau wird anschließend zum Gespött der feinen Gesellschaft, sendet allmorgendlich „seine Karte ins Palais Langeais“, taucht aber selbst nicht auf. „Sein Schweigen steigerte ihre Befürchtungen“.
Nach Verlassen eines Balls einer Schwester von Ronquerolles wird Antoinette nach einigen „schwarzen Vorhersagen Armands“ dann entführt und unter Todesdrohungen auf das „Kanapee eines Junggesellenzimmers“ gebracht. Der sexuell frustrierte Montriveau ist das Oberhaupt der Entführer, doch will er sich nicht an Antoinette vergehen, sondern nur unbeeinflusst reden: „Wenn Sie in Ihrem Boudoir sich auf dem Diwan winden, finde ich nicht die rechten Gedanken.“ Es beeindruckt Antoinette, dass Montriveau seine vorübergehende Macht nicht ausnutzt – aber es verunsichert sie auch: „Diese einst vor Liebe so flammenden Augen, sie sah sie gleichmütig und fest wie Sterne. Sie zitterte.“ Montriveau jedoch will Antoinette nicht unbedingt für irgendetwas bestrafen, denn „strafen, hieße das nicht lieben? Erwarten Sie von mir nichts, das einem Gefühl ähnlich sieht. […] Die grausamste Rache, denke ich, wird der Verzicht auf jede mögliche Rache sein.“ Zwar droht Montriveau, ihr das Lothringerkreuz (Brandmal der französischen Bagno-Sträflinge) in die Stirn zu brennen, doch Antoinette argumentiert, dass jemand, der sich auf diese Weise „eine Sklavenseele“ schaffe, „sie niemals mehr verlassen“ dürfe, „dann bist du für immer mein. Indem du mich auf der Erde absonderst, trägst du die Last meines Glücks, bei Strafe, ein Feigling zu sein, und ich weiß dich edel und groß!“ Montriveau verzichtet daher auf das angedrohte Brandzeichen und wird Antoinette trotz ihrer Liebesschwüre, denen er nicht glaubt, nach Hause begleiten: „Leben Sie wohl. Ich habe den Glauben nicht mehr. Sie würden mich erneut foltern, Sie würden immer Herzogin sein.“ Für Montriveau scheint die Affäre mit diesem Höhepunkt beendet, für Antoinette ist sie es nicht. „Sie hatte zu einem Mann gesagt: ‘Ich liebe dich, ich bin dein!‘ Sollte die Herzogin von Langeais diese Worte vergebens gesprochen haben? Sie mußte entweder Gegenliebe gewinnen oder ihrer gesellschaftlichen Rolle entsagen.“ Antoinette hat durch Montriveau das verloren, was ihr am wichtigsten war: ihr Selbstbild. Sie würde um seinetwegen ihre mit äußerem Schein kaschierte freizügige Lebensweise verraten, doch er entzieht sich ihr.
Antoinette de Langeais erfährt schließlich, dass Armand de Montriveau plötzlich „nirgends mehr“ gesehen wird. „Frau von Langeais, die in Armands völliger Zurückgezogenheit eine Hoffnung erblickte, schrieb ihm umgehend einen demütigen, zärtlichen Brief, der ihn ihr zurückbringen mußte, wenn er sie noch liebte“ und auf den Montriveau versichern lässt, er werde sie besuchen, was er aber unterlässt. Erneut schreibt Antoinette ihm, woraufhin er mit einem lapidaren „es sei gut“ antworten lässt. „Zweiundzwanzig Tage lang schrieb Frau von Langeais täglich an Herrn von Montriveau, ohne Antwort zu erhalten. Sie hatte sich schließlich krank gesagt, um ihrer Pflichten, sei es gegen die Prinzessin, an  die sie gebunden war, sei es gegen die Welt, ledig zu sein.“ Einer ihrer trotz vorgeschützter Krankheit wahrgenommenen öffentlichen Auftritte ist eine Truppenparade vor einem Tuilerienpalast-Balkon, wo Antoinette, „die ihren Geliebten seit zwei Monaten nicht gesehen hat“, ihn vom Weitem wieder erblickt. Tags darauf lässt Antoinette ihre Kutsche vor Montriveaus Wohnung vorfahren und dort stehen, „ein paar Schritte von der Pairskammer entfernt, wo an dem Tag eine Sitzung stattfinden sollte.“ Alle Welt erhält dadurch, wie von Antoinette beabsichtigt, den Eindruck, dass die Herzogin Antoinette de Langeais schamlos ihre Ehe durch eine Affäre mit Montriveau bricht, der allerdings gerade ein Alibi hat: Er geht mit Zeugen im Tuileriengarten spazieren. Dennoch treten bei der Herzogin, deren Kutsche seit acht Uhr morgens bei Montriveaus Wohnung parkt, bereits um drei Uhr nachmittags deren Verwandte auf den Plan, darunter der Vitzdom von Pamiers, und stellen Antoinette zur Rede. Verwandte und Freunde Antoinettes bekämpfen anschließend die Seitensprung-Gerüchte, retten somit Antoinettes Ehe, doch zwei Tage später schreibt Antoinette erneut an Montriveau, bleibt erneut ohne Antwort, stellt sicher, dass er nicht zuhause ist, und dringt abends in dessen Wohnung ein, wo sie all ihre Briefe findet: „sie waren weder zerknittert, noch waren sie geöffnet worden; sie waren ungelesen. Bei diesem Anblick sank sie in einen Lehnstuhl und verlor für geraume Zeit das Bewußtsein“, fängt sich wieder, stellt Montriveau ein Ultimatum: Antoinette schickt ihren Großonkel, den Vitzdom von Pamiers, von dem bezeugt Montriveau einen weiteren Brief von ihr lesen soll, und Montriveau „muß, statt einer Antwort, zu mir kommen“, um acht Uhr abends; wenn nicht, „wird alles entschieden sein. Die Herzogin von Langeais wird aus dieser Welt verschwinden. Ich werde nicht tot sein […]; aber keine menschliche Macht wird mich auf dieser Erde je wiederfinden.“ In diesem letzten Brief an Montriveau droht Antoinette, sie würde in ein Kloster gehen und von dort aus Montriveau mit „glühenden Gebeten unaufhörlich erleuchten und mit den Flügeln der göttlichen Liebe decken.“ Durch Freunde verhindert und aufgrund einer nachgehenden Uhr verpasst Montriveau die Deadline des Ultimatums, Antoinette verlässt Paris, so dass für Montriveau einsame Jahre folgen, „in denen die Leidenschaft in der Leere sich gesteigert hat und durch die Nutzlosigkeit der Versuche, sie zu befriedigen, nur noch gewachsen ist“. Antoinette aber reist anonym als Kammerfrau einer englischen Lady nach Cádiz, zieht sich von dort aus in ein mallorquinisches Kloster der Barfüßer-Karmelitinnen zurück, für einen „langen Selbstmord im Schoße Gottes“. Doch während der französischen Invasion in Spanien 1823 gelangt Montriveau, „der für die Anerkennung der königlichen Regierung auf dieser Insel zu sorgen hatte“, zu dem Kloster, hört dort eine Nonne begeisternd die Orgel spielen, wobei französische Weisen wie Fleuve du Tage in die Melodie hineinimprovisiert werden. „Das Spiel der Musikantin sprach zu ihm von einer unsäglich geliebten Frau, die sich im Herzen der Religion so tief vergraben hatte, daß sie den beharrlichen und gewandten Nachforschungen von Männern, die sowohl große Macht wie eine große Intelligenz besaßen, bisher entgangen war“, obwohl jene Männer – nämlich der Geheimbund der Dreizehn – Montriveau halfen, „die Klöster Frankreichs, Italiens, Spaniens, Siziliens, Amerikas zu durchforsten.“ Während die französischen Truppen sich zur Heimkehr einschiffen, schützt Montriveau Krankheit vor, um seinen Mallorca-Aufenthalt zu verlängern, macht sich während eines Vespergottesdienstes in der stillen Klosterkirche durch Husten und Selbstgespräche den unsichtbaren Nonnen bemerkbar. Antoinette ihrerseits offenbart sich Montriveau bei einem späteren Auftritt durch ihren Gesang, so dass Montriveau die offenkundige Verwendung französischen Liedguts als Vorwand nutzt, jene offenkundige Landsmännin durch das Sprechgitter treffen zu wollen, was ihm „zugunsten eines Befreiers des katholischen Throns und der heiligen Religion“ gewährt wird. Zwar weilt die fast hundertjährige Ehrwürdige Mutter bei dem Gespräch, spricht jedoch nur Spanisch und Latein, so dass die Nonne, in der Montriveau tatsächlich die geliebte Antoinette wiedererkennt, relativ frei sprechen kann. Montriveau beteuert Antoinette seine beständige Liebe, Antoinette kontert damit, „daß ich nicht frei bin“, woraufhin Montriveau darauf verweist, dass ihr Mann, der Herzog, jüngst verstorben wäre. Dennoch will Antoinette „diese Gruft nicht verlassen“, woraufhin Montriveau mit Selbstmord droht, was Antoinette dazu bewegt, das Gespräch abzubrechen. Ihre Reaktion lässt Montriveau meinen, sie liebe ihn immer noch, und er beschließt, sie zu entführen. Er kehrt nach Frankreich zurück, mietet unter dem Vorwand einer Orient-Expedition eine unter US-Flagge segelnde, zum Kriegsschiff umgerüstete Handelsbrigg, ankert 24 Stunden nach dem Aufbruch in Marseille wieder vor Mallorca, wo er behauptet, es handele sich bei den Brigg-Seglern um Schatzsucher. Das von Montriveau angeführte Einsatzkommando aus „fast sämtlich“ französischen Angehörigen des Geheimbunds der Dreizehn (darunter der Marquis de Ronquerolles) will „sich einen Weg gerade dort bahnen, wo jeglicher Aufstieg unmöglich schien“, nämlich an den „senkrechten, glatten“, rund „dreißig Klafter“ aufragenden Granitwänden, auf denen das Kloster seeseitig liegt. Geplant ist eine „rätselhafte Entführung durch die Lüfte, die die Nonnen überzeugte, der Teufel habe ihnen einen Besuch abgestattet“ und Antoinette mitgenommen. Doch für die „unter den Anstürmen der Liebe verkümmerte, von Tränen, Fasten, Nachtwachen und Gebeten verbrauchte Nonne“, zu der Antoinette in den fünf Jahren seit ihrem Verhältnis mit Montriveau geworden ist, wird gerade der Totengottesdienst gelesen, so dass die Dreizehn nur noch Antoinettes Leichnam aus deren Klosterzelle entführen können, dem sie auf dem Rückweg nach Marseille eine Seebestattung zukommen lassen. „Einer der Dreizehn, der Marquis de Ronquerolles, zieht kaltblütig und ohne Sentimentalität den Schlußstrich: ‘Nun denn, einmal war das eine Frau – jetzt ist sie nichts mehr.‘“

## Textanalyse
Bei Die Herzogin von Langeais handelt es sich um einen auktorial erzählten, teilweise als Erzählung, teilweise als Kurzroman bezeichneten Text mit starken Zügen eines Liebesromans, durchsetzt von anderen Subgenres wie Gesellschaftsroman, Abenteuerroman sowie umfangreichen „halbpolitischen Ausführungen“, die bei der nur ursprünglich vorhandenen Kapiteleinteilung am Anfang des zweiten Kapitels konzentriert sind und „eine Analyse der Situation [darstellen], in der sich die Aristokratie des Landes befindet, und der Fehler, durch die sie nach der Restauration von 1815 ihre Macht verspielt hat.“ Orte der Handlung sind das Mallorca des Jahres 1823 und das Paris des Jahres 1818: Die Erzählung beginnt im Jahr 1823 mit Montriveaus Auftauchen auf Mallorca, dem Wiedersehen mit der zur Nonne gewordenen Antoinette, dem Beschluss Montriveaus, Antoinette aus dem Kloster zu entführen, und die Erzählung endet mit der Entführung der toten Antoinette. „So beginnt der Roman mit dem Melodrama der unerfüllbaren Liebe und endet mit der abenteuerlichen Befreiungsaktion der Dreizehn, die nur noch den Leichnam der Herzogin bergen“. Zwischen dem mallorquinischen Anfangs- und Endpunkt im Jahre 1823 arbeitet der Text mit einer groß angelegten Rückblende das Liebesgeplänkel der beiden Hauptpersonen Montriveau und Antoinette ab, das ausdrücklich durch den Text im Jahr 1818 verortet wird, indirekt auch dadurch, dass die im Text die Jahre 1818 und 1823 verbindende Melodie Fleuve du Tage Benoît Pollets (1753–1823) im Jahr 1818 erschienen war.

### Ursprünglicher Titel
Anfangs trug das Werk den Titel Ne touchez pas à la hache (deutsch Rührt das Beil nicht an). Dieser ursprüngliche Titel bezieht sich auf einen Dialog unmittelbar vor der Entführung Antoinettes durch Montriveaus Leute. Montriveau berichtet dabei von seinem Ausflug nach London, wo ein Fremdenführer die Worte Karls I. wiederholt habe, die jener mit Blick auf sein eigenes Enthauptungs-Instrument gesprochen haben soll: „Rührt nicht an das Beil.“ Als Antoinette meint, das sei eine „alte Geschichte“, entgegnet Montriveau, diese Geschichte sei „unter Umständen brandneu“, weil Antoinette „an das Beil gerührt“ habe. Antoinette fragt, „mit affektierter Liebenswürdigkeit lächelnd“, wann ihr Kopf denn fallen solle, woraufhin Montriveau Andeutungen macht auf den Haarlass wie bei einer Nonne (den Antoinette dann letztlich durchführt) oder einer Entstellung des Gesichts (die Antoinette nach erfolgter Entführung tatsächlich angedroht wird); Antoinette erwidert schlagfertig im Namen der auf äußerliche Schönheit bedachten Frauen: „Blattern sind unser Waterloo. Anderntags wissen wir, wer uns liebt“. Einen Liebenden mache der Gesichts-Verlust allerdings mehr trauern mache als diejenige, die das Gesicht innegehabt habe: „wenn ich aufrichtig geliebt würde, immer und sehr, was gälte mir dann meine Schönheit?“

### Themen
Abgesehen von gesellschaftskritischen oder politischen Exkursen sowie Zügen eines Abenteuerromans ist das Thema von Die Herzogin von Langeais die Liebe in ihren Spielarten sowie die Liebesverweigerung:
- Die formalisierte Liebe, also die Ehe, die in dem Roman allerdings nicht verwirklicht wird: Die Ehe zwischen Antoinette und ihrem Herzog ist nichts als ein Schatten, der über der Romanhandlung liegt.
- Die domestizierende Liebe, über die Montriveau gegenüber der Herzogin meint: „Sie haben das Herz Ihres Patienten gezähmt, um sein Herz desto leichter zu verschlingen“.[73]
- Die vorgespielte Liebe, hinsichtlich derer Montriveau der Herzogin vorwirft: „Der Mann, der liebt, ohne sich Gegenliebe zu verdienen, ist nicht zu bedauern und hat kein Recht zu klagen. Aber […] einen Unglücklichen, der jeder Zuneigung beraubt ist, an sich ziehen, ein Gefühl vortäuschen, ihn das Glück in seiner ganzen Fülle erkennen lassen, um es ihm zu rauben; ihm seine Zukunft stehlen; ihn töten, nicht nur heute, sondern für die Ewigkeit seines Lebens, indem Sie alle seine Stunden, alle seine Gedanken vergiften – das nenne ich ein abscheuliches Verbrechen!“[74]
- Die geschwisterliche oder platonische Liebe: Die zur Nonne gewordene Antoinette redet den General wiederholt mit „mein Bruder“ an, während er ihrer geschwisterlichen Liebe seine leidenschaftliche Liebe gegenüberstellt, „denn ich liebe Sie bis heute bis zum Wahnsinn“.[75]
- Die leidenschaftliche Liebe: „die Herzogin und Montriveau glichen sich in dem Punkt, daß sie gleich unerfahren in der Liebe waren. Sie wußte sehr wenig von der Theorie, nichts von der Praxis, fühlte nichts und bedachte nichts. Montriveau hatte wenig Praxis, wußte nichts von der Theorie und fühlte zu sehr, um zu denken. Beide erlagen sie also dem Unglück und der sonderbaren Lage“, die in einem ihrer Dispute deutlich wird: „Frau Herzogin, ich bin verzweifelt, daß Gott für die Frau nicht eine andere Art, das Geschenk ihres Herzens zu bestätigen, erfunden hat als die Hingabe ihrer Person.“ – „Herr Marquis, ich bin verzweifelt, daß Gott für den Mann nicht eine edlere Art, das Geschenk seines Herzens zu bestätigen, erfunden hat als die Bekundung unglaublich vulgärer Begierden.“[76] Die Liebe wird hierbei in einen Kontext dreier weiterer Leidenschaften gestellt: „Sind Religion, Liebe und Musik nicht der dreifache Ausdruck eines selben Tatbestands, des Bedürfnisses, sich zu eröffnen, das jede edle Seele quält?“[77] Hinzu kommt als vierte Leidenschaft die Leidenschaft für materiellen Besitz, die in dem Roman mit der Ehe, also der formalisierten Liebe, verknüpft wird: Die Herzogstochter Antoinette, „schön und arm, heiratete also den Herrn […] von Langeais“.[78] Dagegen sind weder die leidenschaftliche Liebe noch die Musik verknüpft mit dem Eigentum: Montriveau errät, „daß die Nonne in dieser Einöde, auf diesem Felsen mitten im Meer, der Musik sich bemächtigt hatte, um an sie das Übermaß an Leidenschaft zu wenden, das sie verzehrte.“[77] Religiosität dagegen nimmt zum materiellen Besitz eine zwiegespaltene Rolle ein: Während das entsagungsvolle Leben einer Nonne des Eigentums nicht bedarf, ist die amtskirchliche Religiosität „das Bindeglied der erhaltenden Prinzipien, die den Reichen ein ruhiges Leben sichern. Die Religion ist innig verknüpft mit dem Eigentum“, so Antoinette.[79] Da sich Antoinette der Religion als Vorwand bedient, Montriveau abweisen zu können, weist Montriveau wiederum die Religion zurück: „Ihr katholischer Glaube, zu dem Sie mich bekehren wollen, ist eine Lüge, die die Menschen sich schaffen, Hoffnung ist eine auf die Zukunft gebaute Lüge, Stolz ist eine Lüge gegen uns selber, Mitleid, Weisheit, Gottesfurcht sind verlogene Berechnungen.“[80] Wenig später stellt Antoinette alles Weltliche in Frage, um den menschenscheuen Montriveau ans Jenseitige zu verweisen: „ich begreife nicht, warum Sie nicht an Gott glauben wollen, denn an die Menschen kann man nicht glauben.“[15]

### Figuren
Hauptfiguren
- Herzogin Antoinette de Langeais: Diese 1794 geborene[81] Muse der Pariser Salons und „Königin der Mode“[82] verkörpert „das zwiespältige Wesen des Aristokratenviertels.“[67] Antoinette ist Tochter einer herzoglichen Familie und seit ungefähr 1812 mit dem Herzog von Langeais verheiratet:[78] Antoinette sieht es so, dass mit der Heirat „meine Familie mich ihren Interessen opferte“ und somit „ungewollt zu unrettbarem Unglück verdammt“ habe.[83] Ihr Ehemann ist mit Militär- und Hofamt beschäftigt sowie damit, seinen Neigungen nachzugehen: „Der Herzog und die Herzogin lebten also von Tisch und Bett getrennt, ohne daß die Welt es erfuhr.“[84] Äußerlich strahlt die schmächtige[85] Antoinette eine „elegante Noblesse“[86] aus: Sie hat seidig gelocktes[14] „aschblondes Haar“,[87] längliche blaue Augen,[9] eine schmeichelnde[86] Stimme von „hellem Timbre“,[88] eine seidige, durchscheinende[89] „Atlashaut“[85] und einen blassen[3] Teint „zwischen mattem Weiß und den Nuancen der Bengalrose“.[54] Balzac beschreibt die launische Herzogin als „künstlich gebildete, in Wirklichkeit unwissende Frau“,[90] in ihren Ansichten gealtert durch die Maximen ihres Umfelds, dessen „egoistische Philosophie“ sie sich zu eigen macht.[91] „Ihr schlagender Witz trug nicht wenig dazu bei, daß man sie fürchtete und als eine überaus geistvolle Frau schätzte“,[11] die „mehr Eigensinn als Charakter“ besitzt und „vernarrt in Glanz und Feste“ ist.[91] „Sie konnte nach Lust und Laune über die Männer herziehen, Passionen verspotten oder erregen, Verehrer sammeln […] und gleichwohl Herrin über sich selbst bleiben.“[82] Dazu gehört dann auch, dass die Herzogin sich „gern die Liebe von den Wangen reiben [möchte] wie ihr Rouge“,[92] was ihren Umgang mit Montriveau ebenso erklärt wie ihre letztliche Flucht vor ihm.
- Marquis Armand de Montriveau: Er stammt aus dem burgundischen Hochadel.[93] Sein Vater war zwar Ordensritter, doch „mokierte sich darüber; er war ein Enzyklopädist“,[93] ein Armeeangehöriger und fiel bei Novi.[94] Armand de Montriveau war zum Zeitpunkt der ersten Abdankung Napoleons im Jahr 1814 Bataillonschef,[94] wurde im Jahr 1815 als Gardeoberst bei Waterloo verwundet[95] und begab sich nach Napoleons Ende auf eine desaströse Afrika-Expedition, bei der er versklavt wurde; doch floh er aus der Sklaverei und langte Mitte 1818 wieder in Paris an.[96] „Die Einzelheiten seiner Flucht und seiner Gefangenschaft, seiner Reise überhaupt, bescheinigten so viel Besonnenheit, Geist und Mut, daß er, ohne es zu wissen“, bedeutend genug erschien, dass er trotz bonapartistischer Vergangenheit seinen Militärrang zurückerhielt und seine Sold-Rückstände ausgezahlt bekam sowie „zur Königlichen Garde berufen“ wurde,[97] wo er „ein bedeutendes Kommando“ innehat.[98] „Sein voller kantiger Schädel trug als hauptsächliches Charakteristikum einen mächtigen, überreichen Haarschopf“,[99] er hat eine „ausgeprägte Stirn“, ist „klein, breitschultrig, muskulös wie ein Löwe.“[2] Als Mitbringsel seiner Vergangenheit als Militärangehöriger und zeitweiliger Sklave hat seine sanfte,[2] einnehmende[27] Rede „die Bündigkeit der Sprache von Einsamen und Wilden“,[100] gerne aber ist er gänzlich „schweigsam, wie es alle scheuen Männer sind“.[94] Montriveau neigt dennoch zur Ironie,[2] ist „Philosoph genug, um den Ruhm zu verachten“,[95] und besitzt inzwischen nicht mehr „den mindesten Ehrgeiz. Er ist der Mann, bei dem ersten Wort, das ihm mißfiele, dem König zu sagen: Hier meine Demission, lassen Sie mich in Frieden.“[101] Insgesamt wird Montriveau dargestellt als „ein aufrechter, starker Charakter, der in dem Adelsmilieu wie ein Fremdkörper wirkt.“[67] Entsprechend herablassend äußert sich eine Adlige über ihn: „Nun ja, die Gesellschaft braucht keine großen Seelen. Männer dieses Charakters sind besser bei sich daheim aufgehoben, mögen sie dort bleiben und uns unserer guten Kleinheit überlassen.“[102]

Nebenfiguren (Auswahl)
- Marquis de Ronquerolles: Er ist „ein Mann von Witz und Talent, von Mut vor allem, der der ganzen Pariser Jugend den Ton angab; ein galanter Mann, den man um seine Erfolge und Erfahrungen beneidete und dem es weder an Vermögen noch an Geburt gebrach.“[23] Durch seine provozierenden Äußerungen bewegt dieses Mitglied des Geheimbunds der Dreizehn Montriveau, im „Abc der Liebe“ den sexuellen Vollzug einzufordern.[25] Außerdem gehört Ronquerolles zu jenem Einsatzkommando der Dreizehn, das unter Montriveaus Anleitung die Herzogin de Langeais aus dem mallorquinischen Kloster entführen will.[65]
- Vitzdom von Pamiers: Dieser „alte Herr, ehemaliger Kommandeur des Malteserordens, war ein großer, hagerer Mann […]. Seine vorspringenden Augen schienen alles zu sehen und hatten tatsächlich einiges gesehen. Er trug immer Watte in den Ohren. Kurzum, im ganzen bot seine Person das vollendete Muster der aristokratischen Geschlechter“.[103] Obgleich der greise Vitzdom im Kreise der Antoinette-Verwandten „einer weiteren zeitgenössischen Ruine“[103] gleichkommt und fast 80 Jahre alt ist,[104] erweist sich diese „dünne, näselnde Stimme“, die Antoinette insbesondere mit „Ansichten und Verhaltensweisen“ altbackener Herkunft beglückt,[105] letztendlich als die Stimme eines treuen Freundes.

### Biografischer Hintergrund
Der Text wurde inspiriert durch die Beziehung zwischen Balzac und der Herzogin de Castries: Balzac sublimierte seinen Liebeskummer (und brachte die unerwiderte Liebe zu einem Ende), indem er die Herzogin de Castries zur Herzogin de Langeais, sich selbst zum Marquis de Montriveau stilisierte. „Wahrscheinlich hat Balzac im Haus der Herzogin von Castries einige seiner Vorstellungen von der Aristokratie des exklusiven Faubourg Saint-Germain entwickelt, von der er in dieser Geschichte, deren Heldin sie ist, ein Bild gezeichnet hat. Ihr Einfluss zeigt sich auch in den so minutiös gezeichneten Charakteren der herzlosen Pariserin, nicht mehr jung, aber verführerisch, raffiniert und aristokratisch, wenn auch trügerisch und perfide.“

## Filmadaptionen
- Madame de Langeais, Regie: André Calmettes (1861–1942), 1910.[107]
- The ultimate sacrifice, Regie: Edwin S. Porter, 1911.[108]
- The eternal flame, Regie: Frank Lloyd, 1922.[109]
- Liebe, Regie: Paul Czinner, 1927.
- La Duchesse de Langeais, Regie: Jacques de Baroncelli, 1942.[110]
- La Duchesse de Langeais, Regie: Jean-Paul Roux (1931–2018), 1983.[111]
- La Duchesse de Langeais, Regie: Jean-Daniel Verhaeghe, 1995.[112]
- Die Herzogin von Langeais, Regie: Jacques Rivette, 2007.

Hinzu kommen geplante, dann aber nicht umgesetzte Adaptionen beispielsweise durch:
- Max Ophuls, 1949.[113]
- Veit Harlan, 1955.[114]

## Deutschsprachige Textausgaben (Auswahl)
- Die Duchesse von Langeais. In: Geschichte der Dreizehn. (= Die menschliche Komödie. Band 7.) Übersetzung: Ernst Hardt. 2. Auflage. Insel-Verlag, Frankfurt am Main 2016. ISBN 978-3-458-33607-5. S. 161–332.
- Die Herzogin von Langeais. In: Geschichte der Dreizehn. Aufbau-Verlag, Berlin 1976. S. 167–351.
- Die Duchesse de Langeais. In: Geschichte der Dreizehn. 3 Erzählungen. Übersetzung: Ernst Hardt. Kiepenheuer, Weimar 1985. S. 157–328.
- Die Herzogin von Langeais. In: Die menschliche Komödie, Sittenstudien, Szenen aus dem Pariser Leben, Die Geschichte der Dreizehn. Band 2. Übersetzung: Ernst Sander. Goldmann, München 1970. S. 5–160.
- Die Herzogin von Langeais. In: Die Geschichte der Dreizehn, Vater Goriot, Oberst Chabert. (= Die menschliche Komödie. Band 6.) Übersetzung: Ernst Hardt. Insel, Leipzig 1924. S. 149–318.
- Die Herzogin von Langeais. In: Geschichte der Dreizehn. Übersetzung: Victor von Koczian. Rowohlt, Berlin 1924. S. 185–376.